# کوه پاسترا
کوه پاسترا (به لاتین: Pastra) یک کوه در یونان است که در northwestern Attica واقع شده‌است. کوه پاسترا ۱٬۰۱۶ متر بالاتر از سطح دریا واقع شده‌است.